# 南郷大字島守
南郷大字島守（なんごうおおあざしまもり）もしくは南郷島守（なんごうしまもり）は、青森県八戸市の大字であり、旧三戸郡島守村、旧三戸郡島守村大字島守、旧三戸郡南郷村大字島守、旧八戸市南郷区大字島守に相当する。郵便番号は031-0202。2020年4月30日時点の人口は1,763人、世帯数は732戸。住居表示未実施で住所では南郷大字島守のあとに小字名が続く。古くは島森とも記された。

## 地理
南郷大字島守は八戸市の南部、南郷地区の東部、新井田川中流域の盆地状沖積低地および新井田川支流域の山間地に位置し、東は三戸郡階上町田代と、西は南郷大字市野沢・南郷大字頃巻沢と、南は岩手県九戸郡軽米町軽米・長倉と、北は是川と接する。
北上山地北端の標高260m程の丘陵が波状に連なり、平地が少ない。傾斜地のほとんどが山林や原野で占められており、比較的緩やかな斜面では畑と山林が交差している。ほぼ中央部を新井田川が北東流し、その流域に水田100haをもつ島守盆地がある。島守は周囲を丘陵に囲まれているため、隠里の様相を呈し、平重盛隠遁地説や源義経伝説が伝えられる。

### 地価
2024年（令和6年）7月1日の公示地価によれば、下記の南郷大字島守の宅地および宅地見込み地における地価は次の通りである。
都道府県地価調査
- 南郷大字島守字砂篭23番1（八戸31） : 7,400円/m2

### 小字
青森法務局八戸支局の「八戸市登記所備付地図データ」（2024年10月5日時点）およびデジタル庁公表のアドレス・ベース・レジストリの「八戸市町字マスターデータセット」（2024年8月13日時点）および八戸市公表の「南郷大字島守の町名一覧」（2024年11月1日時点）によれば、南郷大字島守の小字は以下の通りである。
| 大字         | 小字         | 出典 | 出典         | 出典     |
| 大字         | 小字         | 登記 | 町字マスター | 町名一覧 |
| ------------ | ------------ | ---- | ------------ | -------- |
| 南郷大字島守 | 字相野新田   | ○    | ○            | ○        |
| 南郷大字島守 | 字ウツキ沢   | ○    | ○            | ○        |
| 南郷大字島守 | 字ウトウ坂   | ○    | ○            | ○        |
| 南郷大字島守 | 字ウトウ沢   | ○    | ○            | ○        |
| 南郷大字島守 | 字ガンゲン   | ○    | ○            | ○        |
| 南郷大字島守 | 字クグイ     | ○    | ○            | ○        |
| 南郷大字島守 | 字クビレ松   | ○    | ○            | ○        |
| 南郷大字島守 | 字ケト森     | ○    | ○            | ○        |
| 南郷大字島守 | 字サイカチ   | ○    | ○            | ○        |
| 南郷大字島守 | 字サフサ長根 | ○    | ○            | ○        |
| 南郷大字島守 | 字サンプン   | ○    | ○            | ○        |
| 南郷大字島守 | 字ダダメキ   | ○    | ○            | ○        |
| 南郷大字島守 | 字タダ越     | ○    | ○            | ○        |
| 南郷大字島守 | 字チボケ渡   | ○    | ○            | ○        |
| 南郷大字島守 | 字ヌカリ河原 | ○    | ○            | ○        |
| 南郷大字島守 | 字ヌカリ渡   | ○    | ○            | ○        |
| 南郷大字島守 | 字ヒトカタキ | ○    | ○            | ○        |
| 南郷大字島守 | 字ヒノコ前   | ○    | ○            | ○        |
| 南郷大字島守 | 字ミノコ長根 | ○    | ○            | ○        |
| 南郷大字島守 | 字阿庄内     | ○    | ○            | ○        |
| 南郷大字島守 | 字安藤       | ○    | ○            | ○        |
| 南郷大字島守 | 字井戸尻     | ○    | ○            | ○        |
| 南郷大字島守 | 字一本向     | ○    | ○            | ○        |
| 南郷大字島守 | 字稲荷       | ○    | ○            | ○        |
| 南郷大字島守 | 字雨堤       | ○    | ○            | ○        |
| 南郷大字島守 | 字遠山       | ○    | ○            | ○        |
| 南郷大字島守 | 字奥河原     | ○    | ○            | ○        |
| 南郷大字島守 | 字横道       | ○    | ○            | ○        |
| 南郷大字島守 | 字横平       | ○    | ○            | ○        |
| 南郷大字島守 | 字下巻       | ○    | ○            | ○        |
| 南郷大字島守 | 字下向       | ○    | ○            | ○        |
| 南郷大字島守 | 字下江花沢   | ○    | ○            | ○        |
| 南郷大字島守 | 字下荒谷     | ○    | ○            | ○        |
| 南郷大字島守 | 字下合戦場   | ○    | ○            | ○        |
| 南郷大字島守 | 字下山       | ○    | ○            | ○        |
| 南郷大字島守 | 字下山長根   | ○    | ○            | ○        |
| 南郷大字島守 | 字下世増     | ○    | ○            | ○        |
| 南郷大字島守 | 字下相野     | ○    | ○            | ○        |
| 南郷大字島守 | 字下旦平     | ○    | ○            | ○        |
| 南郷大字島守 | 字下長代     | ○    | ○            | ○        |
| 南郷大字島守 | 字下崩       | ○    | ○            | ○        |
| 南郷大字島守 | 字下明戸     | ○    | ○            | ○        |
| 南郷大字島守 | 字夏海道     | ○    | ○            | ○        |
| 南郷大字島守 | 字蟹沢       | ○    | ○            | ○        |
| 南郷大字島守 | 字外ノ沢     | ○    | ○            | ○        |
| 南郷大字島守 | 字外雨堤     | ○    | ○            | ○        |
| 南郷大字島守 | 字外舘       | ○    | ○            | ○        |
| 南郷大字島守 | 字外久保     | ○    | ○            | ○        |
| 南郷大字島守 | 字外妻ノ神   | ○    | ○            | ○        |
| 南郷大字島守 | 字外山長根   | ○    | ○            | ○        |
| 南郷大字島守 | 字外長根     | ○    | ○            | ○        |
| 南郷大字島守 | 字外田山     | ○    | ○            | ○        |
| 南郷大字島守 | 字外平       | ○    | ○            | ○        |
| 南郷大字島守 | 字外平長根   | ○    | ○            | ○        |
| 南郷大字島守 | 字釜ノ久保   | ○    | ○            | ○        |
| 南郷大字島守 | 字鴨ノ下     | ×    | ○            | ○        |
| 南郷大字島守 | 字鴨子沢     | ○    | ○            | ○        |
| 南郷大字島守 | 字巻河原     | ○    | ○            | ○        |
| 南郷大字島守 | 字舘         | ○    | ○            | ○        |
| 南郷大字島守 | 字舘下前     | ○    | ○            | ○        |
| 南郷大字島守 | 字岩ノ沢長根 | ○    | ○            | ○        |
| 南郷大字島守 | 字宮沢沢     | ○    | ○            | ○        |
| 南郷大字島守 | 字牛馬立     | ○    | ○            | ○        |
| 南郷大字島守 | 字境ノ沢     | ○    | ○            | ○        |
| 南郷大字島守 | 字曲尺折目   | ○    | ○            | ○        |
| 南郷大字島守 | 字筋久辺     | ○    | ○            | ○        |
| 南郷大字島守 | 字駒坂       | ○    | ○            | ○        |
| 南郷大字島守 | 字駒峰       | ○    | ○            | ○        |
| 南郷大字島守 | 字駒木沢     | ○    | ○            | ○        |
| 南郷大字島守 | 字熊堂       | ○    | ○            | ○        |
| 南郷大字島守 | 字鶏         | ○    | ○            | ○        |
| 南郷大字島守 | 字穴久保沢   | ○    | ○            | ○        |
| 南郷大字島守 | 字源助平     | ○    | ○            | ○        |
| 南郷大字島守 | 字玄能       | ○    | ○            | ○        |
| 南郷大字島守 | 字古坊       | ○    | ○            | ○        |
| 南郷大字島守 | 字古里       | ○    | ○            | ○        |
| 南郷大字島守 | 字狐向       | ○    | ○            | ○        |
| 南郷大字島守 | 字狐森       | ○    | ○            | ○        |
| 南郷大字島守 | 字五ッ役     | ×    | ○            | ×        |
| 南郷大字島守 | 字五ツ役     | ○    | ○            | ○        |
| 南郷大字島守 | 字五輪       | ○    | ○            | ○        |
| 南郷大字島守 | 字五郎ソウリ | ○    | ○            | ○        |
| 南郷大字島守 | 字向山       | ○    | ○            | ○        |
| 南郷大字島守 | 字向山根黒   | ○    | ○            | ○        |
| 南郷大字島守 | 字荒井沢     | ○    | ○            | ○        |
| 南郷大字島守 | 字高橋       | ○    | ○            | ○        |
| 南郷大字島守 | 字高山       | ○    | ○            | ○        |
| 南郷大字島守 | 字高陣場     | ○    | ○            | ○        |
| 南郷大字島守 | 字高陣馬     | ×    | ○            | ×        |
| 南郷大字島守 | 字高清水     | ○    | ○            | ○        |
| 南郷大字島守 | 字高日向     | ○    | ○            | ○        |
| 南郷大字島守 | 字高嶽       | ○    | ○            | ○        |
| 南郷大字島守 | 字合戦場     | ○    | ○            | ○        |
| 南郷大字島守 | 字合戦場沢   | ○    | ○            | ○        |
| 南郷大字島守 | 字黒坂出口   | ○    | ○            | ○        |
| 南郷大字島守 | 字根岸平     | ○    | ○            | ○        |
| 南郷大字島守 | 字根子久保   | ○    | ○            | ○        |
| 南郷大字島守 | 字佐ノ塚     | ○    | ○            | ○        |
| 南郷大字島守 | 字砂子       | ○    | ○            | ○        |
| 南郷大字島守 | 字砂沢       | ○    | ○            | ○        |
| 南郷大字島守 | 字砂田       | ○    | ○            | ○        |
| 南郷大字島守 | 字砂篭       | ○    | ○            | ○        |
| 南郷大字島守 | 字細久保     | ○    | ○            | ○        |
| 南郷大字島守 | 字坂ノ下     | ○    | ○            | ○        |
| 南郷大字島守 | 字坂ノ上     | ○    | ○            | ○        |
| 南郷大字島守 | 字坂ノ沢     | ○    | ○            | ○        |
| 南郷大字島守 | 字坂ノ木沢   | ○    | ○            | ○        |
| 南郷大字島守 | 字坂本       | ○    | ○            | ○        |
| 南郷大字島守 | 字崎ノ木沢   | ○    | ○            | ○        |
| 南郷大字島守 | 字桜久保     | ○    | ○            | ○        |
| 南郷大字島守 | 字桜沢       | ○    | ○            | ○        |
| 南郷大字島守 | 字笹山       | ○    | ○            | ○        |
| 南郷大字島守 | 字笹子向     | ○    | ○            | ○        |
| 南郷大字島守 | 字笹平       | ○    | ○            | ○        |
| 南郷大字島守 | 字鮫ノ口     | ○    | ○            | ○        |
| 南郷大字島守 | 字三十郎久保 | ○    | ○            | ○        |
| 南郷大字島守 | 字三代       | ○    | ○            | ○        |
| 南郷大字島守 | 字三代坂     | ○    | ○            | ○        |
| 南郷大字島守 | 字三渡       | ○    | ○            | ○        |
| 南郷大字島守 | 字三本松     | ○    | ○            | ○        |
| 南郷大字島守 | 字三枚堂久保 | ○    | ○            | ○        |
| 南郷大字島守 | 字山ノ神     | ○    | ○            | ○        |
| 南郷大字島守 | 字山口       | ○    | ○            | ○        |
| 南郷大字島守 | 字山子       | ○    | ○            | ○        |
| 南郷大字島守 | 字山田       | ○    | ○            | ○        |
| 南郷大字島守 | 字山田谷地   | ○    | ○            | ○        |
| 南郷大字島守 | 字四ツ役     | ○    | ○            | ○        |
| 南郷大字島守 | 字姉市沢     | ○    | ○            | ○        |
| 南郷大字島守 | 字市ノ久保   | ○    | ○            | ○        |
| 南郷大字島守 | 字寺久保     | ○    | ○            | ○        |
| 南郷大字島守 | 字持金沢     | ○    | ○            | ○        |
| 南郷大字島守 | 字鹿屋敷     | ○    | ○            | ○        |
| 南郷大字島守 | 字七枚田     | ○    | ○            | ○        |
| 南郷大字島守 | 字若宮       | ○    | ○            | ○        |
| 南郷大字島守 | 字取返       | ○    | ○            | ○        |
| 南郷大字島守 | 字狩亦       | ○    | ○            | ○        |
| 南郷大字島守 | 字十文字     | ○    | ○            | ○        |
| 南郷大字島守 | 字春日       | ○    | ○            | ○        |
| 南郷大字島守 | 字春日河原   | ○    | ○            | ○        |
| 南郷大字島守 | 字小花       | ○    | ○            | ○        |
| 南郷大字島守 | 字小山田     | ○    | ○            | ○        |
| 南郷大字島守 | 字小平       | ○    | ○            | ○        |
| 南郷大字島守 | 字小林       | ○    | ○            | ○        |
| 南郷大字島守 | 字松石橋     | ○    | ○            | ○        |
| 南郷大字島守 | 字菖蒲沢     | ○    | ○            | ○        |
| 南郷大字島守 | 字上河原     | ○    | ○            | ○        |
| 南郷大字島守 | 字上巻       | ○    | ○            | ○        |
| 南郷大字島守 | 字上江花沢   | ○    | ○            | ○        |
| 南郷大字島守 | 字上荒谷     | ○    | ○            | ○        |
| 南郷大字島守 | 字上世増     | ○    | ○            | ○        |
| 南郷大字島守 | 字上相野     | ○    | ○            | ○        |
| 南郷大字島守 | 字上旦平     | ○    | ○            | ○        |
| 南郷大字島守 | 字上長代     | ○    | ○            | ○        |
| 南郷大字島守 | 字上平       | ○    | ○            | ○        |
| 南郷大字島守 | 字上平長根   | ○    | ○            | ○        |
| 南郷大字島守 | 字上野坂     | ○    | ○            | ○        |
| 南郷大字島守 | 字上野沢     | ○    | ○            | ○        |
| 南郷大字島守 | 字上野長根   | ○    | ○            | ○        |
| 南郷大字島守 | 字新山       | ○    | ○            | ○        |
| 南郷大字島守 | 字新田       | ○    | ○            | ○        |
| 南郷大字島守 | 字吹越       | ○    | ○            | ○        |
| 南郷大字島守 | 字水吉       | ○    | ○            | ○        |
| 南郷大字島守 | 字水口       | ○    | ○            | ○        |
| 南郷大字島守 | 字世増       | ○    | ○            | ○        |
| 南郷大字島守 | 字西越       | ○    | ○            | ○        |
| 南郷大字島守 | 字石橋       | ○    | ○            | ○        |
| 南郷大字島守 | 字石仏       | ○    | ○            | ○        |
| 南郷大字島守 | 字赤羽       | ○    | ○            | ○        |
| 南郷大字島守 | 字赤向       | ○    | ○            | ○        |
| 南郷大字島守 | 字赤坂       | ○    | ○            | ○        |
| 南郷大字島守 | 字川久保     | ○    | ○            | ○        |
| 南郷大字島守 | 字川端       | ○    | ○            | ○        |
| 南郷大字島守 | 字船越       | ○    | ○            | ○        |
| 南郷大字島守 | 字前坂長根   | ○    | ○            | ○        |
| 南郷大字島守 | 字前田       | ○    | ○            | ○        |
| 南郷大字島守 | 字前平       | ○    | ○            | ○        |
| 南郷大字島守 | 字倉市       | ○    | ○            | ○        |
| 南郷大字島守 | 字惣名久保   | ○    | ○            | ○        |
| 南郷大字島守 | 字相畑       | ○    | ○            | ○        |
| 南郷大字島守 | 字打手平     | ○    | ○            | ○        |
| 南郷大字島守 | 字大ソウリ   | ○    | ○            | ○        |
| 南郷大字島守 | 字大開       | ○    | ○            | ○        |
| 南郷大字島守 | 字大久保     | ○    | ○            | ○        |
| 南郷大字島守 | 字大三代     | ○    | ○            | ○        |
| 南郷大字島守 | 字大沢       | ○    | ○            | ○        |
| 南郷大字島守 | 字大波       | ○    | ○            | ○        |
| 南郷大字島守 | 字大平       | ○    | ○            | ○        |
| 南郷大字島守 | 字大和山     | ○    | ○            | ○        |
| 南郷大字島守 | 字鷹待場     | ○    | ○            | ○        |
| 南郷大字島守 | 字滝ノ平     | ○    | ○            | ○        |
| 南郷大字島守 | 字滝沢       | ○    | ○            | ○        |
| 南郷大字島守 | 字沢子頭     | ○    | ○            | ○        |
| 南郷大字島守 | 字沢代       | ○    | ○            | ○        |
| 南郷大字島守 | 字沢田沢     | ○    | ○            | ○        |
| 南郷大字島守 | 字沢内       | ○    | ○            | ○        |
| 南郷大字島守 | 字池ノ沢     | ○    | ○            | ○        |
| 南郷大字島守 | 字馳下り     | ○    | ○            | ○        |
| 南郷大字島守 | 字竹野       | ○    | ○            | ○        |
| 南郷大字島守 | 字中フコトリ | ○    | ○            | ○        |
| 南郷大字島守 | 字中森       | ○    | ○            | ○        |
| 南郷大字島守 | 字中相野     | ○    | ○            | ○        |
| 南郷大字島守 | 字中谷地     | ○    | ○            | ○        |
| 南郷大字島守 | 字中渡       | ○    | ○            | ○        |
| 南郷大字島守 | 字中明戸     | ○    | ○            | ○        |
| 南郷大字島守 | 字中野沢     | ○    | ○            | ○        |
| 南郷大字島守 | 字中里       | ○    | ○            | ○        |
| 南郷大字島守 | 字帳塚       | ○    | ○            | ○        |
| 南郷大字島守 | 字長ツム子   | ○    | ○            | ○        |
| 南郷大字島守 | 字長久保     | ○    | ○            | ○        |
| 南郷大字島守 | 字長坂長根   | ○    | ○            | ○        |
| 南郷大字島守 | 字長森       | ○    | ○            | ○        |
| 南郷大字島守 | 字長瀬       | ○    | ○            | ○        |
| 南郷大字島守 | 字長釣間     | ○    | ○            | ○        |
| 南郷大字島守 | 字槻ノ木     | ○    | ○            | ○        |
| 南郷大字島守 | 字堤森       | ○    | ○            | ○        |
| 南郷大字島守 | 字天バイ     | ○    | ○            | ○        |
| 南郷大字島守 | 字天魔       | ○    | ○            | ○        |
| 南郷大字島守 | 字天魔長根   | ○    | ○            | ○        |
| 南郷大字島守 | 字田ノ上     | ○    | ○            | ○        |
| 南郷大字島守 | 字田ノ水戸   | ○    | ○            | ○        |
| 南郷大字島守 | 字田山       | ○    | ○            | ○        |
| 南郷大字島守 | 字田子沢     | ○    | ○            | ○        |
| 南郷大字島守 | 字田中       | ○    | ○            | ○        |
| 南郷大字島守 | 字土橋       | ○    | ○            | ○        |
| 南郷大字島守 | 字土折       | ○    | ○            | ○        |
| 南郷大字島守 | 字東台       | ○    | ○            | ○        |
| 南郷大字島守 | 字道尻       | ○    | ○            | ○        |
| 南郷大字島守 | 字栃ヶ久保   | ×    | ○            | ×        |
| 南郷大字島守 | 字栃ケ久保   | ○    | ○            | ○        |
| 南郷大字島守 | 字内山       | ○    | ○            | ○        |
| 南郷大字島守 | 字鍋倉       | ○    | ○            | ○        |
| 南郷大字島守 | 字二タ又     | ○    | ○            | ○        |
| 南郷大字島守 | 字二ッ石     | ×    | ○            | ×        |
| 南郷大字島守 | 字二ツ石     | ○    | ○            | ○        |
| 南郷大字島守 | 字馬ノ墓     | ○    | ○            | ○        |
| 南郷大字島守 | 字馬場       | ○    | ○            | ○        |
| 南郷大字島守 | 字売井坂     | ○    | ○            | ○        |
| 南郷大字島守 | 字白山       | ○    | ○            | ○        |
| 南郷大字島守 | 字畑         | ○    | ○            | ○        |
| 南郷大字島守 | 字畑内       | ○    | ○            | ○        |
| 南郷大字島守 | 字畑福長根   | ○    | ○            | ○        |
| 南郷大字島守 | 字八森長根   | ○    | ○            | ○        |
| 南郷大字島守 | 字八幡       | ○    | ○            | ○        |
| 南郷大字島守 | 字八百       | ○    | ○            | ○        |
| 南郷大字島守 | 字番屋       | ○    | ○            | ○        |
| 南郷大字島守 | 字浜坂       | ○    | ○            | ○        |
| 南郷大字島守 | 字不習       | ○    | ○            | ○        |
| 南郷大字島守 | 字平ノ下河原 | ○    | ○            | ○        |
| 南郷大字島守 | 字平ノ脇     | ○    | ○            | ○        |
| 南郷大字島守 | 字平ラ       | ○    | ○            | ○        |
| 南郷大字島守 | 字平石       | ○    | ○            | ○        |
| 南郷大字島守 | 字米野       | ○    | ○            | ○        |
| 南郷大字島守 | 字崩向       | ○    | ○            | ○        |
| 南郷大字島守 | 字北ノ畑     | ○    | ○            | ○        |
| 南郷大字島守 | 字北向       | ○    | ○            | ○        |
| 南郷大字島守 | 字北長根     | ○    | ○            | ○        |
| 南郷大字島守 | 字亦沢       | ○    | ○            | ○        |
| 南郷大字島守 | 字万ノ久保   | ○    | ○            | ○        |
| 南郷大字島守 | 字目蕪ラ     | ○    | ○            | ○        |
| 南郷大字島守 | 字目蕪ラ下   | ○    | ○            | ○        |
| 南郷大字島守 | 字門前       | ○    | ○            | ○        |
| 南郷大字島守 | 字野月       | ○    | ○            | ○        |
| 南郷大字島守 | 字野際       | ○    | ○            | ○        |
| 南郷大字島守 | 字野田       | ○    | ○            | ○        |
| 南郷大字島守 | 字矢八坂     | ○    | ○            | ○        |
| 南郷大字島守 | 字梨子ノ久保 | ○    | ○            | ○        |
| 南郷大字島守 | 字梨子ノ木平 | ○    | ○            | ○        |
| 南郷大字島守 | 字力石       | ○    | ○            | ○        |
| 南郷大字島守 | 字林         | ○    | ○            | ○        |
| 南郷大字島守 | 字林下       | ○    | ○            | ○        |
| 南郷大字島守 | 字冷水       | ○    | ○            | ○        |
| 南郷大字島守 | 字狼久保     | ○    | ○            | ○        |
| 南郷大字島守 | 字狼穴       | ○    | ○            | ○        |
| 南郷大字島守 | 字和山       | ○    | ○            | ○        |
| 南郷大字島守 | 字楜桃沢     | ○    | ○            | ○        |
| 南郷大字島守 | 字瘤沢       | ○    | ○            | ○        |
| 南郷大字島守 | 字簗瀬       | ○    | ○            | ○        |
| 南郷大字島守 | 字犾舘       | ○    | ○            | ○        |
| 南郷大字島守 | 字巻渡       | ×    | ×            | ○        |
| 南郷大字島守 | 字黒坂       | ×    | ×            | ○        |
| 南郷大字島守 | 字鳥ノミ子   | ×    | ×            | ○        |

#### 明治期の小字
1892年（明治25年）10月1日に青森県内務部第二課通達により町村小字調べとして調査された地籍字名簿によれば、島守村大字島守の小字は以下のとおりである。
- 駒峯
- 笹山
- チボケ渡
- 下合戦場
- サイカツ
- 池ノ沢
- 市ノ久保
- 下巻
- 上巻
- 帳塚
- 大平
- 和山
- 大和山
- 合戦場
- 合戦場沢
- 長森
- 鷹待場
- 中森
- 狐森
- 田子沢
- 矢八坂
- 高清水
- 長瀬
- 平ノ脇
- 下江花沢
- 上江花沢
- 山子
- 天魔
- 鴨子沢
- 鴨ノ下
- 八幡
- 中里
- 熊堂
- 馬場
- 田中
- 外舘
- 五輪
- 小林
- 北向
- クビレ松
- 高山
- 曲舘
- 舘下前
- 川端
- 門前
- 小花
- 野月
- 大久保
- 取返
- 西ノ越
- 横道
- 砂沢
- 上平
- 上平長根
- サフサ長根
- 三本松
- 高陳場
- 大開
- 赤坂
- 古坊
- 内山
- 山ノ神
- 鹿屋敷
- クゝイ
- マンノ久保
- 長釣間
- 桜久保
- 中野沢
- 米野
- 梨子久保
- 阿庄内
- サンフン
- 狼久保
- 五郎ザウリ
- 目蕪ラ下
- 向山根黒
- 山口
- 三代坂
- 林
- 笹子向
- 外妻ノ神
- 大三代
- 三代
- 一本向
- 崩向
- 上世増
- 下山
- 坂ノ上
- 井戸尻
- 犾舘
- 野際
- 坂ノ沢
- 北ノ畑
- 山田谷地
- 外ノ沢
- 佐ノ塚
- 高橋
- 北長根
- 船越
- 根子久保
- 力石
- 岩ノ沢長根
- 中谷地
- 遠山
- 八百
- 向山
- 前田
- 七枚田
- 道尻
- 土橋
- ミノコ長根
- 吹越
- 外久保
- 山田
- 堤森
- 滝沢
- 菖蒲沢
- 筋久辺
- 三渡
- 水吉
- 畑内
- 胡桃沢
- 大沢
- 長坂長根
- 外平長根
- 外田山
- 安藤
- 細久保
- 売井坂
- 二亦
- 荒井沢
- 栃ケ久保
- 長久保
- 鍋倉
- 林下
- 五ツ役
- 若宮
- 下向
- 滝ノ平
- 上長代
- 下長代
- ヌカリ河原
- 新山
- 外平
- 駒木沢
- 冷水
- 横平
- 不習
- 瘤沢
- 田ノ上
- 馳下リ
- 外長根
- 田山
- 前平
- 狼穴
- ガンゲン
- タゝメキ
- 中フコトリ
- 相畑
- 八森長根
- 外山長根
- 下山長根
- 三十郎久保
- 崎ノ木沢
- 四ツ役
- 赤向
- 槻ノ木
- 川久保
- 砂子
- 下世増
- 狐向
- 下崩
- 畑福長根
- 三枚堂久保
- 持金沢
- 上野長根
- 夏海道
- ヌカリ渡
- 前坂長根
- 打手平
- 平石
- 寺久保
- 沢内
- 源助平
- 上野坂
- 大ソウリ
- 天魔長根
- 竹野
- 根岸平
- 上荒谷
- 松石橋
- 下荒谷
- 奥河原
- 春日河原
- 春日
- 大波
- 水口
- 黒坂出口
- 黒坂
- 上河原
- 蟹沢
- 鳥ノミ子
- 二ツ石
- 小山田
- 坂本
- 白山
- 砂籠
- 小平
- 稲荷
- 十文字
- 馬墓
- 下旦平
- 坂下
- 雷
- 曲尺折目
- 畑
- 簗瀬
- 中明戸
- 平ノ下河原
- 巻河原
- 下明戸
- 巻渡
- 砂田
- 倉市
- 駒坂
- 沢代
- 田ノ水戸
- 内山
- 境ノ沢
- 平
- 浜坂
- 宮沢沢
- 石橋
- 高岳
- 沢田沢
- 上野沢
- 長ツム子
- 上旦平
- 釜ノ久保
- ウトウ坂
- ヒノコ前
- 亦沢
- 惣名久保
- テンハイ
- 穴久保沢
- 狩亦
- 梨子ノ木平
- ウツキ沢
- ケト森
- 牛馬立
- 新田
- 雨堤
- 玄能
- 石仏
- 中渡
- 鶏
- 高日向
- 外雨堤
- 番屋
- 笹平
- 相野新田
- 下相野
- ウトウ沢
- 鮫口
- 赤羽根
- 桜沢
- ヒトカタキ
- 坂ノ木沢
- 姉市沢
- 中相野
- 上相野
- タゝ越
- 古里
- 沢子頭
- 土折

## 歴史
1334年（建武元年）と推定される文書である某入道跡注文には「すなもり」という地名があり、これは島守のことを指すと比定されている。同文書では「すなもり」に「さわしろ（沢代）」と「まき（巻）」の二集落の名があるとされる。
江戸期になると、島守村は盛岡藩の支配下に組み込まれた。1618年（元和4年）の南部利直知行宛行目録には嶋森の名で記されており、同書によれば根城南部氏の給地であったとされる。根城南部氏の給地の中では河原木に次ぐ村高で、正保郷村帳には568石余（田344石余、畑223石余）、貞享高辻帳には568石余、元禄十年高帳には1,418石余（田584石余、畑833石余）、天保郷帳には1,817石余、旧高旧領には1,263石余と記されている 。1664年（寛文4年）からは八戸藩の八戸廻に属した。また、元和7年5月29日の南部利直宛書状に「四戸之内嶋森」と見え、当地がかつて四戸の内に含まれていたとの見解が存在する。
明治初期には、坂本・沢代・長瀬・江花沢・高山・八百・水吉・畑内・世増・古里・相野・姉一沢・田山・相畑・不習・巻・馬場・門前・荒谷・中谷地の集落を支村として擁していた。島守の村況について、新撰陸奥国誌は
とある。

### 沿革
※新暦導入以前（明治5年以前）の日付は和暦による旧暦で表記する。丸括弧内は西暦で、1581年以前はユリウス暦、1582年以降はグレゴリオ暦。
- 明治4年
  - 7月 - 八戸藩が廃止され、八戸県に所属[18]。
  - 11月 - 八戸県が弘前県および黒石県と統合され、青森県に所属[18]。
- 1873年（明治6年）5月 - 大区小区制施行[9]。島守村は第九大区五小区に属する[9]。
- 1883年（明治16年） - 島守村に戸長役場設置[9]。
- 1889年（明治22年） - 島守村と頃巻沢村が合併し、町村制施行[9]。島守村が成立し、旧来の島守村は島守村大字島守となる[9] [19]。
- 1914年（大正3年）8月 - 島守第二発電所（のちの島守発電所）が稼働開始[20]。
- 1916年（大正5年）4月 - 民家に初めて電灯がつく[20]。
- 1957年（昭和32年）3月31日 - 島守村と中沢村が合併し、南郷村が成立[18][21]。それに伴い、島守村大字島守は南郷村大字島守となる[18]。
- 1999年（平成11年）8月 - 島守発電所廃止[20]。
- 2000年（平成12年）3月 - 旧島守発電所が東北電力より南郷村へ無償譲渡される[20]。
- 2004年（平成16年）4月 - 世増ダム運用開始[22]。
- 2005年（平成17年）3月31日 - 南郷村が八戸市に編入合併し、南郷村大字島守は八戸市南郷区大字島守となる[23][24]。
- 2015年（平成27年）4月1日 - 南郷区廃止に伴い、南郷区大字島守が南郷大字島守となる[25]。

## 産業
水稲耕作や葉煙草、林檎栽培の盛んな農村地帯で、丘陵地においては肉牛の飼育も活発化している。

## 施設

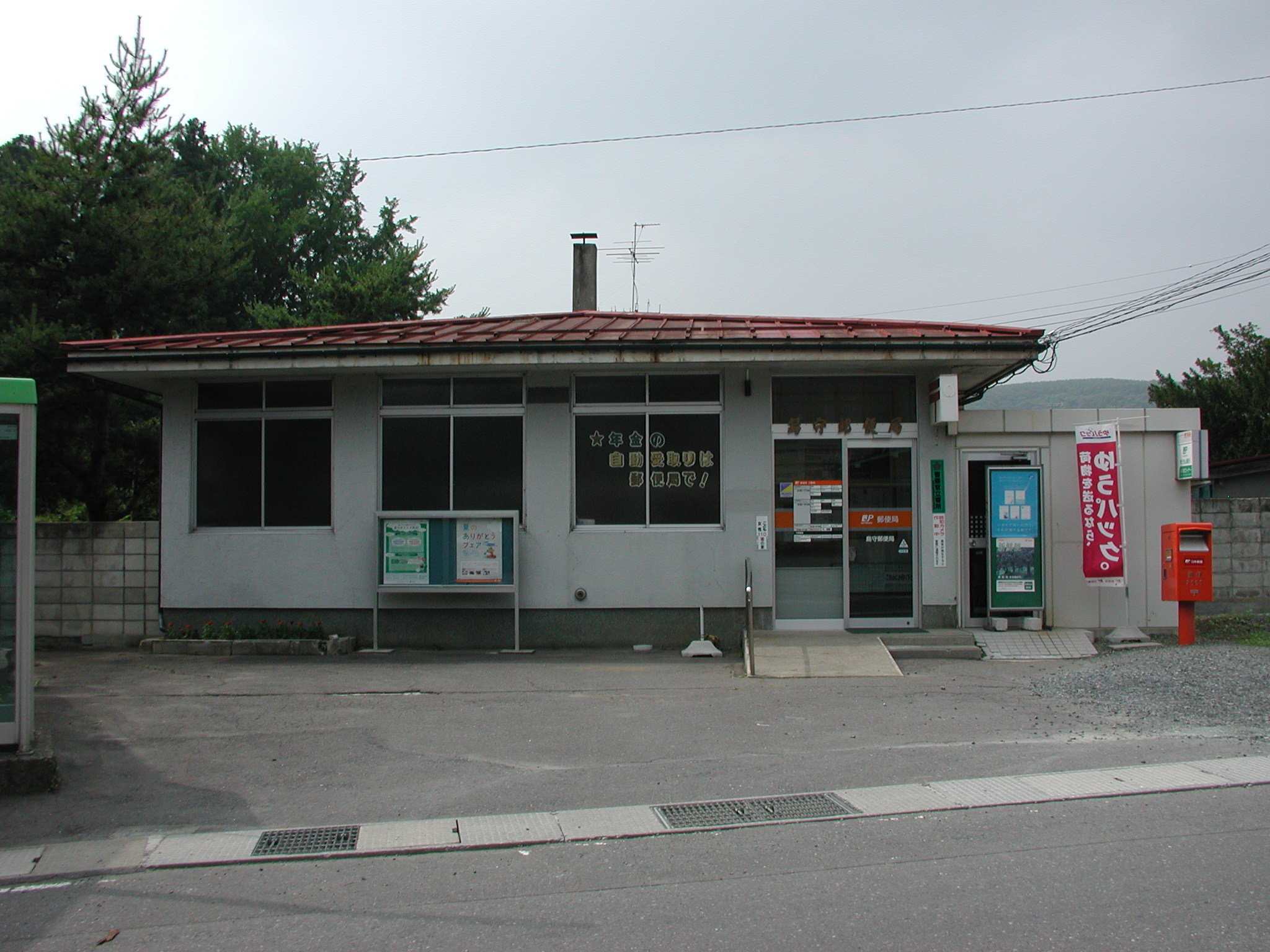
島守郵便局（2008年7月5日）

- 八戸市南郷歴史民俗資料館（南郷大字島守字小山田7-1）[26]
- 島守郵便局（南郷大字島守字砂篭5-4）[27]
- 旧島守発電所公園（南郷大字島守字持金沢3）[20]

## 教育

### 教育史
幕末、島守には寺子屋が存在した。1838年（天保9年）には榊原常寿が畑学問所を開いており、修身・読書・習字・算術を教えていたが、1873年（明治6年）に廃業した。1848年（嘉永元年）には島守の清岩清翁なる僧が門前学問所が開かれ、同様に修身・読書・習字・算術を教えていたが、明治5年に廃業した。
明治5年8月3日の学制発布により、翌年11月19日に島守にある私塾を切り替え、「四番畑小学」と「五番門前小学」を開校した。1878年（明治11年）には畑小学と門前小学が合併し、砂籠河原へ校舎を移転して島守小学校が成立した。1881年（明治14年）には相野と中谷地に分校を設置するも、1886年（明治19年）に廃止した。
1947年（昭和22年）4月20日には島守村立島守中学校が島守小学校に併設され成立した。
島守小学校は1975年（昭和50年）4月に頃巻沢小学校と統合し、1988年（昭和63年）4月に緑小学校と統合した。

## 宗教

### 島守四十八社
島守四十八社に含まれる社を以下に挙げる。
| 地区         | 名前               | 説明 |
| ------------ | ------------------ | --- |
| 荒谷地区     | 新山権現           | 祭日は新暦で毎月17日。神社の前に1939年建立の石碑がある。                                                                                 |
| 荒谷地区     | 天満様             | オデンマサンと通称される。田守（でんま）が訛り天満様となったとされる。                                                                   |
| 荒谷地区     | 白馬祖神社         | 蒼前様と通称される。牛馬の神を祀っていた。                                                                                               |
| 荒谷地区     | 七ノ神             | 八幡宮にて祀られている。 |
| 荒谷地区     | 水神様             | 農作業の神とされる。 |
| 荒谷地区     | 大日如来           | |
| 荒谷地区     | スイテン宮         | |
| 荒谷地区     | 春日大明神         | 戦の神であり、戦時中は多くの参拝者がいた。                                                                                               |
| 荒谷地区     | 天満宮             | 学問の神を祀る。 |
| 荒谷地区     | 薬師如来           | |
| 門前地区     | 龍興山神社         | 明治期まで虚空蔵菩薩堂があったため、コクゾー山と通称されていた。明治5年に高山神社に合祀された。                                          |
| 門前地区     | 秋葉山大権現       | 龍興山の頂上から下がった崖に位置する。                                                                                                   |
| 門前地区     | 雨龍様             | リュウジンサマという雨の神を祀る。 |
| 門前地区     | 福一満虚空蔵菩薩   | |
| 門前地区     | 八坂神社           | |
| 門前地区     | 住吉大明神         | 八坂神社の隣に位置する。 |
| 門前地区     | ビシャ門天         | 毘沙門天および七福神が祀られている。 |
| 門前地区     | 山ノ神             | 旧島守村の入り口の山道側に位置する。 |
| 門前地区     | 稲荷大明神         | |
| 高山地区     | 高山観音           | 神仏分離の際に高松寺管理下に置かれた。                                                                                                   |
| 高山地区     | コンセイ様         | 岩手県盛岡市巻堀より移転されたと伝えられる。                                                                                             |
| 江花沢地区   | アタゴ大権現       | |
| 江花沢地区   | 大日如来           | 耳の悪い人が拝むとよいと伝えられる。 |
| 江花沢地区   | 山ノ神             | 境内は山中にあり、建物はなく石祠のみが存在する。                                                                                         |
| 長瀬地区     | 八幡大菩薩         | 16世紀に設置されたと伝えられており、島守四十八社の中でも古い歴史をもつ。                                                                 |
| 長瀬地区     | 新山権現           | 成立時期は不明だが、境内に嘉永元年の燈篭が立つ。                                                                                         |
| 長瀬地区     | 熊野権現           | 現在は祀られていない。 |
| 砂篭地区     | 鴨野明神           | 猟師を辞めたマタギが建てたとされる。明治中期までは江花沢にあった。                                                                       |
| 砂篭地区     | ヨロイの明神       | |
| 砂篭地区     | 住吉明神           | 現在、住吉明神の神社は存在しない。 |
| 砂篭地区     | 山ノ木林馬頭観世音 | 通称「蒼前様」。馬の神を祀る。 |
| 坂本地区     | 春日大明神         | 坂本地区にある唯一の神社。 |
| 日ノ戸瀬地区 | 白ヒゲ明神         | 小さな祠がのこる。 |
| 日ノ戸瀬地区 | 金比羅様           | |
| 日ノ戸瀬地区 | 稲荷様             | |
| 十文字地区   | 秋葉山神社         | 火事が頻発していた明治5年に建立。火災防止の神として祀られている。                                                                        |
| 旦平地区     | 金比羅様           | |
| 沢代地区     | 秋葉山             | |
| 沢代地区     | 虚空蔵山           | |
| 沢代地区     | 山ノ神             | |
| 巻地区       | 熊野神社           | |
| 東台地区     | 八坂神社           | かつては世増地区にあったが、1989年（平成元年）に移転。由来は坂上田村麻呂が病気で苦しむ世増村の人々に八坂神社の神体を預けたこととされる。 |
| 東台地区     | 御蒼前様           | 正式名称は駒形神社。かつては畑中地区にあった。                                                                                           |
| 七枚田地区   | 権現様             | かつては世増地区にあった。 |
| 犾舘地区     | 天満宮             | |
| 古里地区     | オボシナ様         | |
| 相畑地区     | 妻ノ神             | |
| 不習地区     | 妻ノ神             | |

## 伝説

### 八の太郎の伝承
ある日、島守の八の太郎という男が川魚を釣っていたところ、喉が乾いたため川の水を飲んだが、川の水を飲み干してしまったため、新井田川を巻集落のところで堰き止めて島守盆地が沈むような湖をつくり、水の不足を解消しようとした。これに対して四十八社の神々は虚空蔵山で相談し、協力して八の太郎を島守から追放した。しかし、その時、ある地蔵は手伝わなかったことから、両腕を取られ、地蔵は八の太郎と同じように島守を去った。

### 平重盛に関する伝承
治承元年、平重盛が父平清盛の不忠を諌めたが聞き入れられず、密に京都を去って余生を島守で送ったという伝承がある。伝承によれば、重盛は兜の前立てに隠し持ってきた虚空蔵菩薩を龍興山の山の頂上に安置し祀ったが、それが島守地区の虚空蔵僧仰の始まりとされている。

## 人口
2020年（令和2年）4月30日時点での南郷大字島守の人口及び、世帯数は以下の通りである。
| 大字         | 小字         | 世帯数〔戸〕 | 男〔人〕 | 女〔人〕 | 総人口〔人〕 |
| ------------ | ------------ | ------------ | -------- | -------- | ------------ |
| 南郷大字島守 | 字ウツキ沢   | 1            | 1        | 2        | 3            |
| 南郷大字島守 | 字クビレ松   | 5            | 3        | 4        | 7            |
| 南郷大字島守 | 字ケト森     | 20           | 28       | 29       | 57           |
| 南郷大字島守 | 字井戸尻     | 1            | 1        | 1        | 2            |
| 南郷大字島守 | 字稲荷       | 10           | 9        | 14       | 23           |
| 南郷大字島守 | 字奥河原     | 1            | 1        | 2        | 3            |
| 南郷大字島守 | 字横平       | 2            | 2        | 1        | 3            |
| 南郷大字島守 | 字下巻       | 5            | 6        | 5        | 11           |
| 南郷大字島守 | 字下向       | 1            | 1        | 2        | 3            |
| 南郷大字島守 | 字下江花沢   | 6            | 7        | 7        | 14           |
| 南郷大字島守 | 字下荒谷     | 10           | 18       | 14       | 32           |
| 南郷大字島守 | 字下山長根   | 1            | 1        | 0        | 1            |
| 南郷大字島守 | 字下相野     | 4            | 7        | 4        | 11           |
| 南郷大字島守 | 字下旦平     | 13           | 14       | 14       | 28           |
| 南郷大字島守 | 字蟹沢       | 3            | 5        | 5        | 10           |
| 南郷大字島守 | 字外ノ沢     | 2            | 6        | 8        | 14           |
| 南郷大字島守 | 字外舘       | 9            | 14       | 12       | 26           |
| 南郷大字島守 | 字外山長根   | 1            | 2        | 1        | 3            |
| 南郷大字島守 | 字外長根     | 5            | 6        | 5        | 11           |
| 南郷大字島守 | 字外平       | 1            | 1        | 2        | 3            |
| 南郷大字島守 | 字舘         | 8            | 4        | 8        | 12           |
| 南郷大字島守 | 字舘下前     | 8            | 10       | 12       | 22           |
| 南郷大字島守 | 字曲尺折目   | 5            | 3        | 4        | 7            |
| 南郷大字島守 | 字駒坂       | 7            | 6        | 5        | 11           |
| 南郷大字島守 | 字熊堂       | 4            | 5        | 3        | 8            |
| 南郷大字島守 | 字古坊       | 10           | 9        | 13       | 22           |
| 南郷大字島守 | 字古里       | 5            | 7        | 8        | 15           |
| 南郷大字島守 | 字五ツ役     | 3            | 4        | 7        | 11           |
| 南郷大字島守 | 字五輪       | 8            | 9        | 6        | 15           |
| 南郷大字島守 | 字五郎ソウリ | 1            | 1        | 2        | 3            |
| 南郷大字島守 | 字高橋       | 1            | 1        | 0        | 1            |
| 南郷大字島守 | 字高山       | 12           | 14       | 15       | 29           |
| 南郷大字島守 | 字高嶽       | 2            | 3        | 3        | 6            |
| 南郷大字島守 | 字根子久保   | 8            | 10       | 11       | 21           |
| 南郷大字島守 | 字佐ノ塚     | 11           | 15       | 11       | 26           |
| 南郷大字島守 | 字砂篭       | 27           | 34       | 33       | 67           |
| 南郷大字島守 | 字坂ノ下     | 3            | 5        | 2        | 7            |
| 南郷大字島守 | 字坂ノ上     | 3            | 5        | 7        | 12           |
| 南郷大字島守 | 字坂本       | 4            | 5        | 7        | 12           |
| 南郷大字島守 | 字笹平       | 2            | 4        | 5        | 9            |
| 南郷大字島守 | 字鮫ノ口     | 9            | 6        | 6        | 12           |
| 南郷大字島守 | 字山子       | 10           | 11       | 15       | 26           |
| 南郷大字島守 | 字山田       | 5            | 5        | 4        | 9            |
| 南郷大字島守 | 字山田谷地   | 1            | 1        | 0        | 1            |
| 南郷大字島守 | 字姉市沢     | 5            | 5        | 6        | 11           |
| 南郷大字島守 | 字若宮       | 2            | 1        | 2        | 3            |
| 南郷大字島守 | 字十文字     | 19           | 17       | 19       | 36           |
| 南郷大字島守 | 字春日       | 22           | 19       | 26       | 45           |
| 南郷大字島守 | 字春日河原   | 6            | 3        | 6        | 9            |
| 南郷大字島守 | 字小花       | 1            | 2        | 1        | 3            |
| 南郷大字島守 | 字小山田     | 9            | 12       | 10       | 22           |
| 南郷大字島守 | 字小平       | 13           | 24       | 17       | 41           |
| 南郷大字島守 | 字小林       | 3            | 4        | 3        | 7            |
| 南郷大字島守 | 字松石橋     | 3            | 5        | 3        | 8            |
| 南郷大字島守 | 字上巻       | 13           | 12       | 14       | 26           |
| 南郷大字島守 | 字上江花沢   | 11           | 10       | 19       | 29           |
| 南郷大字島守 | 字上荒谷     | 12           | 12       | 10       | 22           |
| 南郷大字島守 | 字上相野     | 4            | 6        | 5        | 11           |
| 南郷大字島守 | 字上旦平     | 12           | 15       | 13       | 28           |
| 南郷大字島守 | 字水口       | 1            | 0        | 1        | 1            |
| 南郷大字島守 | 字世増       | 3            | 3        | 6        | 9            |
| 南郷大字島守 | 字石橋       | 9            | 11       | 13       | 24           |
| 南郷大字島守 | 字赤羽       | 9            | 10       | 14       | 24           |
| 南郷大字島守 | 字川端       | 4            | 6        | 6        | 12           |
| 南郷大字島守 | 字船越       | 3            | 7        | 4        | 11           |
| 南郷大字島守 | 字前田       | 27           | 25       | 33       | 58           |
| 南郷大字島守 | 字前平       | 5            | 5        | 2        | 7            |
| 南郷大字島守 | 字相畑       | 14           | 7        | 17       | 24           |
| 南郷大字島守 | 字大波       | 3            | 7        | 4        | 11           |
| 南郷大字島守 | 字滝ノ平     | 1            | 1        | 3        | 4            |
| 南郷大字島守 | 字沢代       | 16           | 22       | 26       | 48           |
| 南郷大字島守 | 字馳下り     | 3            | 4        | 2        | 6            |
| 南郷大字島守 | 字中相野     | 3            | 3        | 4        | 7            |
| 南郷大字島守 | 字中谷地     | 3            | 5        | 4        | 9            |
| 南郷大字島守 | 字中明戸     | 3            | 3        | 3        | 6            |
| 南郷大字島守 | 字中野沢     | 4            | 3        | 4        | 7            |
| 南郷大字島守 | 字中里       | 12           | 14       | 16       | 30           |
| 南郷大字島守 | 字長ツム子   | 4            | 4        | 5        | 9            |
| 南郷大字島守 | 字長瀬       | 12           | 14       | 15       | 29           |
| 南郷大字島守 | 字天魔       | 2            | 4        | 6        | 10           |
| 南郷大字島守 | 字田ノ上     | 1            | 1        | 2        | 3            |
| 南郷大字島守 | 字田山       | 6            | 12       | 10       | 22           |
| 南郷大字島守 | 字田中       | 3            | 5        | 3        | 8            |
| 南郷大字島守 | 字土折       | 4            | 7        | 10       | 17           |
| 南郷大字島守 | 字東台       | 11           | 14       | 14       | 28           |
| 南郷大字島守 | 字栃ケ久保   | 3            | 1        | 3        | 4            |
| 南郷大字島守 | 字二ツ石     | 5            | 6        | 5        | 11           |
| 南郷大字島守 | 字馬ノ墓     | 5            | 4        | 5        | 9            |
| 南郷大字島守 | 字馬場       | 14           | 8        | 13       | 21           |
| 南郷大字島守 | 字売井坂     | 4            | 5        | 5        | 10           |
| 南郷大字島守 | 字白山       | 9            | 11       | 11       | 22           |
| 南郷大字島守 | 字畑         | 24           | 35       | 32       | 67           |
| 南郷大字島守 | 字八幡       | 5            | 11       | 9        | 20           |
| 南郷大字島守 | 字八百       | 1            | 2        | 2        | 4            |
| 南郷大字島守 | 字番屋       | 26           | 32       | 32       | 64           |
| 南郷大字島守 | 字不習       | 3            | 5        | 5        | 10           |
| 南郷大字島守 | 字平ノ脇     | 4            | 7        | 3        | 10           |
| 南郷大字島守 | 字米野       | 3            | 1        | 4        | 5            |
| 南郷大字島守 | 字北長根     | 5            | 5        | 6        | 11           |
| 南郷大字島守 | 字門前       | 16           | 22       | 18       | 40           |
| 南郷大字島守 | 字野月       | 1            | 1        | 1        | 2            |
| 南郷大字島守 | 字梨子ノ久保 | 15           | 14       | 20       | 34           |
| 南郷大字島守 | 字梨子ノ木平 | 3            | 5        | 4        | 9            |
| 南郷大字島守 | 字林下       | 3            | 6        | 4        | 10           |
| 南郷大字島守 | 字冷水       | 4            | 2        | 3        | 5            |
| 南郷大字島守 | 字狼穴       | 1            | 2        | 1        | 3            |
| 南郷大字島守 | 字簗瀬       | 18           | 16       | 19       | 35           |
| 南郷大字島守 | 字犾舘       | 1            | 1        | 2        | 3            |
| 合計         | 合計         | 732          | 856      | 907      | 1,763        |

## 交通

### 道路
主要地方道
青森県道・岩手県道11号八戸大野線
青森県道42号名川階上線
一般県道
青森県道138号島守八戸線

### バス
- 南郷コミュニティバス[45]。
  - 頃巻沢線 - 月・水・金曜日のみ運行[45]。
  - 田代線 - 火・木曜日のみ運行[45]。
  - 古里線 - 火・木曜日のみ運行[45]。

## 文化財
旧島守発電所
2009年（平成21年）11月19日、旧島守発電所本館・水槽・水圧鉄管路・余水路が国登録有形文化財に登録された。島守発電所は1914年（大正3年）8月に八戸水力電気株式会社第二発電所として新井田川の上流域に建設され、1999年（平成11年）8月まで稼働していた現存するものとしては青森県最古、東北地方二番目に古い水力発電所である。本館は、桁行13メートル、梁間7.6メートル、切妻造妻入の木造平屋建で、縦長上げ下げ窓を配し、室内に大正時代のドイツ製横軸水車と発電機を1組残している。水槽は、水車に流入する水量を調整するためのもので、延長33メートルのコンクリート造となってちる。水圧鉄管路は、水槽から本館への急斜面に据えられた管路で、高い水圧がかかるため堅牢な構造となっている。余水路は、水槽に接続し、余水や土砂等を川に流し出すためのもので、延長53メートルのうち21メートルは暗渠となっている。島守発電所の建設を受け、誘致したカーバイト工場が八戸地方の臨海工業地帯誕生の端緒とされており、上流に世増ダムが建設されて取水が不可能になり廃止されるまで85年間稼働していた。
島守小学校神楽
1978年（昭和53年）4月1日、旧南郷村指定無形文化財（現在では八戸市指定無形文化財）に指定された。島守小学校神楽は岩手県九戸郡軽米町の金剛院神楽の流れをくみ、明治20年代から始められ、島守の地で伝えられてきた神楽である。現在は、龍興山神社例大祭での奉納を中心に、地域の様々なイベントに参加している。なお、島守小学校神楽は、1971年（昭和46年）に結成された神楽クラブが始まりで、伝統芸能を継承するために、児童らは番楽と剣舞を習い、その成果を芸能大会や学習発表会で披露している。
島守駒踊
1999年（平成11年）7月1日、旧南郷村指定無形文化財（現在では八戸市指定無形文化財）に指定された。島守駒踊は、1945年（昭和20年）頃に始められたもので、えんぶりの門付が太平洋戦争で来なくなったため、それに代わるものとして、福地村杉沢にあった駒踊を、その師匠から習い伝承したことを由来とする。以前は、毎年2月の初午の日に、その年の豊作祈願・家内安全を願って、村の門付をしており、相畑、田代、古里、七枚田の方まで回ったとされる。
島守虎舞
2003年（平成15年）12月5日、旧南郷村指定無形文化財（現在では八戸市指定無形文化財）に指定された。島守虎舞は荒れ狂う虎を、ササラを持った子供の純真な神通力で導くというもので、それによって虎の霊力が悪魔払いや火伏せに対して効力を発揮すると信じられている。
カヤの木
1967年（昭和42年）、県天然記念物に指定。高松寺にあるカヤの木であり、推定樹齢800年、樹高20メートル、幹周り3.6メートル。1177年（治承元年）、平重盛が、高松寺の前身である小松寺を建立し、その記念樹として植えたと伝えられている。
モミの木
1992年（平成4年）1月31日、旧南郷村天然記念物（現在では八戸市天然記念物）に指定された。龍興山神社の参道脇にそびえる3本のモミの木であり、推定樹齢300年、樹高38メートル前後、幹周り4メートル前後となっている。
イチイの木
1992年（平成4年）1月31日、旧南郷村天然記念物（現在では八戸市天然記念物）に指定された。荒谷えんぶり伝承館の奥にあるイチイの木であり、推定樹齢400年、樹高14メートル、幹周り約3メートルとなっている。当地に伝わる民俗芸能「えんぶり」にまつわる、えんぶり神の象徴となっている。

## 島守地区
島守地区（しまもりちく）は八戸市南郷地域内の地区の一つで旧島守村域にあたる。

### 島守財産区
八戸市島守財産区（はちのへししまもりざいさんく）は南郷村成立時に、設けられた旧島守村の財産を保護することを目的とした財産区である。島守村が湿潤で水田が多い島守盆地を擁していて、多くの山林原野を所有していたため財政が豊かであったのに対して、中沢村が乾燥した高地であったことから、合併により財産が吸収されることを恐れた島守村民らが合併時に財産区を設けることを合併の条件としたことから成立したという歴史的経緯をもつ。
地方自治法（昭和22年法律第67号）第295条に基いて、八戸市例規「八戸市島守財産区議会設置条例」（平成17年3月25日制定）で議会（議員定数7人）が設置されている。また、八戸市例規「八戸市島守財産区議会定例会規則」（平成17年5月17日制定）によれば、財産区議会は毎年3月及び12月に定例会を開催する。

## 島守弁
島守弁（しまもりべん）は南郷大字島守を中心に話されている方言で、南部弁・津軽弁の流れを汲まない独特な方言である。
平安時代末期に、源氏との戦いに敗れた平家一族が島守にたどり着いたということから、生まれた方言であるとされる。島守地区自治会連合会は島守弁の保護のために、「島守弁かるた」や「島守弁ミニ辞典」、「島守弁逆引き辞典」を作成している。
岩崎によると島守弁の形容詞は語の末寄りで上昇する例が多く、最後の音が「イ」か長音かでアクセントに違いが見られることがあるとされる。